# Wolfgang Utzt

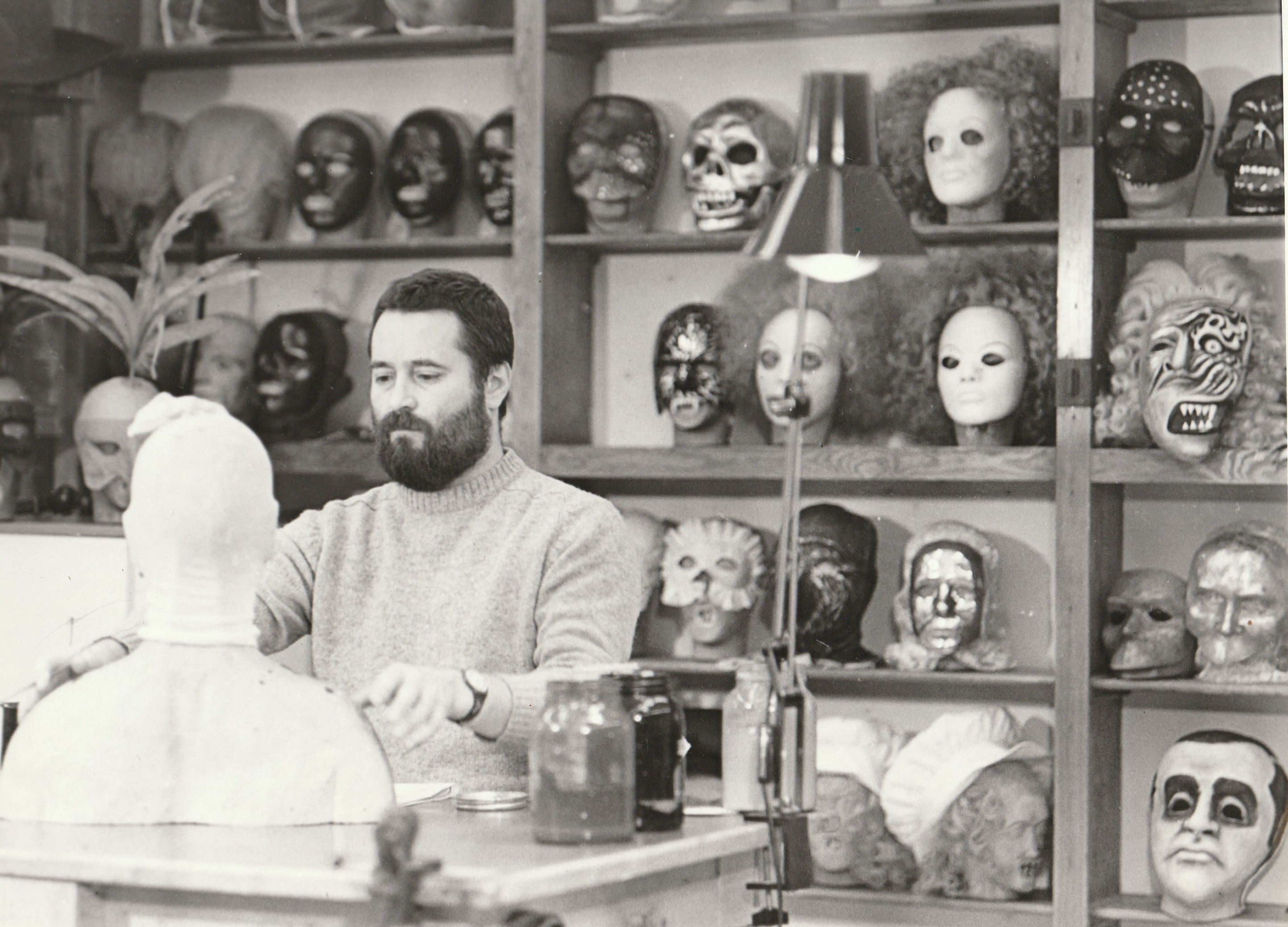
Wolfgang Utzt

Wolfgang Utzt (* 1. Oktober 1941 in Senftenberg; † 25. April 2020 in Frankfurt an der Oder) war ein deutscher Maskenbildner. Bereits im Alter von 19 Jahren als Volontär am Deutschen Theater Berlin tätig, war seine berufliche Laufbahn auf das Engste mit dieser Bühne verbunden. 
Nach seiner Ausbildung zum Maskenbildner bei Herbert Zensch (1960–63) und dem Diplom für Maskenbild-Design an der Hochschule für Bildende Künste in Dresden (1973) wurde er 1979 Chefmaskenbildner des Deutschen Theaters, leitete die dortigen Werkstätten mit 14 Maskenbildnern und Auszubildenden und arbeitete mit den Regisseuren Heiner Müller, Thomas Langhoff, Jürgen Gosch, Frank Castorf, Alexander Lang, Friedo Solter, Hans Neuenfels, Robert Wilson und vielen anderen.
Mehr als 100 Stücke wurden von Utzt vom Konzept bis zur Inszenierung betreut. Außerdem unterrichtete er an der Hochschule für Bildende Künste in Dresden, an der Hochschule für Film und Fernsehen „Konrad Wolf“ und an der Kunsthochschule Berlin-Weißensee. Eine umfangreiche Sammlung seiner Masken und Figurinen befindet sich im Besitz der Stiftung Stadtmuseum Berlin.

## Inszenierungen (Auswahl)
- 1972 Amphitryon (Peter Hacks). Regie: Friedo Solter
- 1974 Glanz und Tod des Joaquin Murieta (Pablo Neruda). Regie: Klaus Erforth, Alexander Stillmark
- 1977 Das Biest des Monsieur Racine (nach Tomi Ungerer). Regie: Alexander Lang
- 1980 Elektra (Sophokles). Regie: Friedo Solter
- 1981 Dantons Tod (Georg Büchner). Regie: Alexander Lang
- 1985 Der Kaufmann von Venedig (William Shakespeare). Regie: Thomas Langhoff
- 1988 Der Lohndrücker (Heiner Müller). Regie: Heiner Müller
- 1989 Der Theatermacher (Thomas Bernhard). Regie: Peter Schroth, Peter Kleinert
- 1990 Hamletmaschine (Heiner Müller). Regie: Heiner Müller
- 1991 Peer Gynt (Henrik Ibsen). Regie: Friedo Solter
- 1991 Mauser (Heiner Müller). Regie: Heiner Müller
- 1992 Der Turm (Hugo von Hofmannsthal). Regie: Thomas Langhoff
- 1994 Der Kyklop (Euripides). Regie: Friedo Solter
- 1997 Ithaka (Botho Strauß). Regie: Thomas Langhoff
- 1999 Die Trachinierinnen des Sophokles (Thomas Brasch nach Ezra Pound). Regie: Matthias Langhoff
- 2001 Titus Andronicus (William Shakespeare). Regie: Hans Neuenfels
- 2002 Dr. Caligari (Robert Wilson). Regie: Robert Wilson

## Ausstellungen (Auswahl)
- 1987 Theatermasken. Theatermuseum Helsinki
- 1989 Ausstellungszentrum am Fernsehturm Berlin
- 1991 Schauspielhaus Zürich
- 1993 Deutsches Theater Berlin
- 1993 Amerikanisches Institut für Theatertechnologie (USITT), Wichita, USA
- 1996 Theatermasken. Tokio, Japan
- 2000 Masks: Faces of Culture. Saint Luis Art Museum (St. Louis, Missouri); The Field Museum (Chicago, Illinois); Museum of Fine Arts (Houston, Texas)
- 2008 Ephraim-Palais Berlin
- 2011 Museum für Kunst & Gewerbe, Hamburg
- 2017 Schloss Neuhardenberg Das Gürteltier kam nachts um vier

## Auszeichnungen
- 1977 Goldener Lorbeer für das Fernsehpuppenspiel „Unterwassergeschichten“ (Fernsehen der DDR)
- 2004 Goldene Maske „In Würdigung der Verdienste im Berufsstand Maskenbildner“ (Kryolan GmbH)
- 2018 Brandenburgischer Kunstpreis für sein Lebenswerk[1]